# Stil (skriftlig fremstilling)
 For alternative betydninger, se Stil. (Se også artikler, som begynder med Stil)
Stil anvendes om den skriftlige fremstilling i danskundervisningen og fremmedsprogsundervisningen. Ofte er emnet fastlagt på forhånd.
Latinsk stil er en oversættelse fra dansk til latin (se også version)